# 菲爾斯島
菲爾斯島（英語：Phils Island），是南極洲的島嶼，處於蓋普拉特島以南，屬於帕默群島的一部分，在1927年由英國探險隊繪入地圖和命名，現時由南極條約體系管理。